# Світло добра і любові (Олена Пчілка 1849 – 1930)
«Світло добра і любові (Олена Пчілка 1849—1930)» — пам'ятна  монета номіналом 2 гривні, випущена Національним банком України, присвячена поетесі, перекладачці, науковиці, фольклористці, етнографині, видавцю та активістці Олені Пчілці.
Монету введено в обіг 28 червня 2024 року. Вона належить до серії «Видатні особистості України».

## Опис та характеристики монети
| Номінал грн. | Метал      | Маса, грам | Діаметр, мм. | Якість виготовлення       | Гурт     | Тираж, штук |
| ------------ | ---------- | ---------- | ------------ | ------------------------- | -------- | ----------- |
| 2            | нейзильбер | 12,8       | 31,0         | спеціальний анциркулейтед | рифлений | 30 000      |

### Аверс
На аверсі монети розміщено стилізовану композицію, що символізує педагогічну та виховну діяльність Олени Пчілки. У центрі композиції — шість квіткових горщиків, стилізованих під елементи гадяцького орнаменту. Це символ шістьох дітей письменниці, вихованих у дусі українських традицій. Їхнє розташування нагадує мерлони оборонного муру, підкреслюючи непохитну «фортецю української ідентичності», яка століттями протистоїть ворожим впливам. Праворуч між стилізованими горщиками розміщено логотип Банкнотно-монетного двору Національного банку України, а в нижній частині монети викарбувано напис «УКРАЇНА», номінал «2» з графічним символом гривні, малий Державний Герб України та рік карбування — «20» / «24».

### Реверс
На реверсі монети на дзеркальному тлі зображено стилізований портрет Олени Пчілки. Образ жінки з мудрим та рішучим поглядом на тлі, абриси якого нагадують корону. Ліворуч і праворуч від портрета розміщено написи «ОЛЕНА ПЧІЛКА» та «ОЛЬГА КОСАЧ», а внизу півколом — «КОРОЛЕВА-МАТИ», адже саме так з любов'ю називала свою матір Леся Українка. Роки життя поетеси «1849» / «1930» завершують композицію реверсу.

## Автори
- Художник: Таран Володимир, Харук Олександр, Харук Сергій;
- Скульптор: Атаманчук Володимир.

## Вартість монети
Фактична приблизна вартість монети з роками змінювалася так:
| Рік       | 2025 | 2026 | 2027 |
| --------- | ---- | ---- | ---- |
| Ціна, грн | 180  |      |      |